# Vogelfluglinie

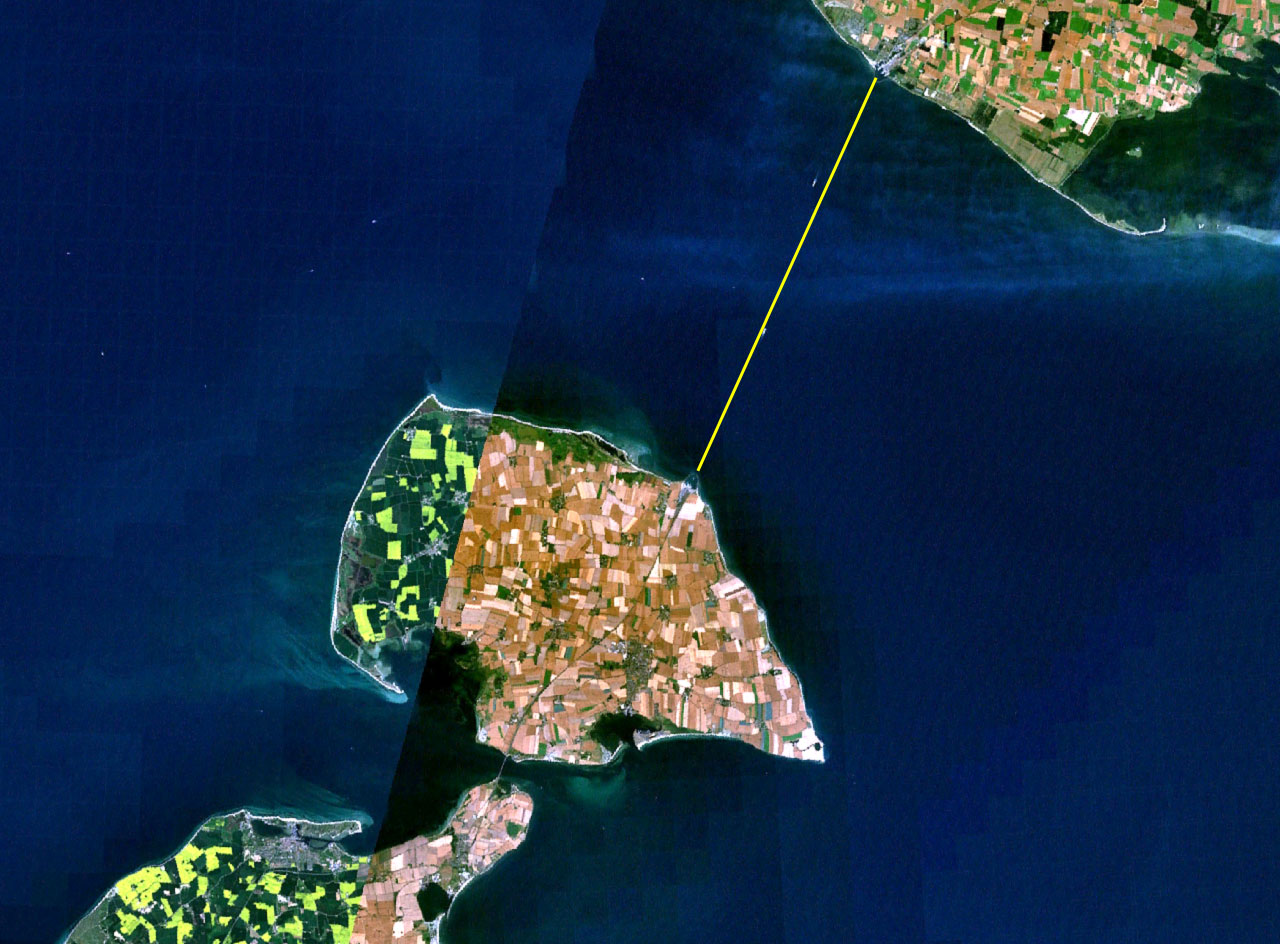
Műholdfelvétel a 19 km hosszú Vogelfluglinie kompkapcsolattal

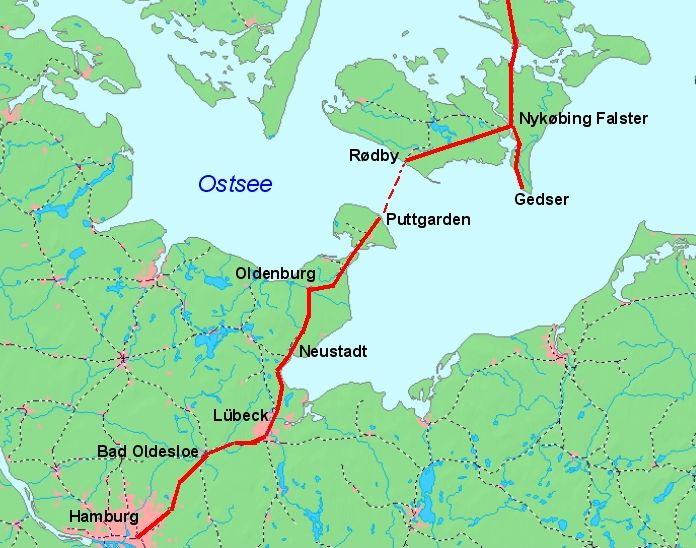
A Vogelfluglinie menete Hamburgból Lübecken, Fehmarnon, Lollandon és Falsteren keresztül Seelandig

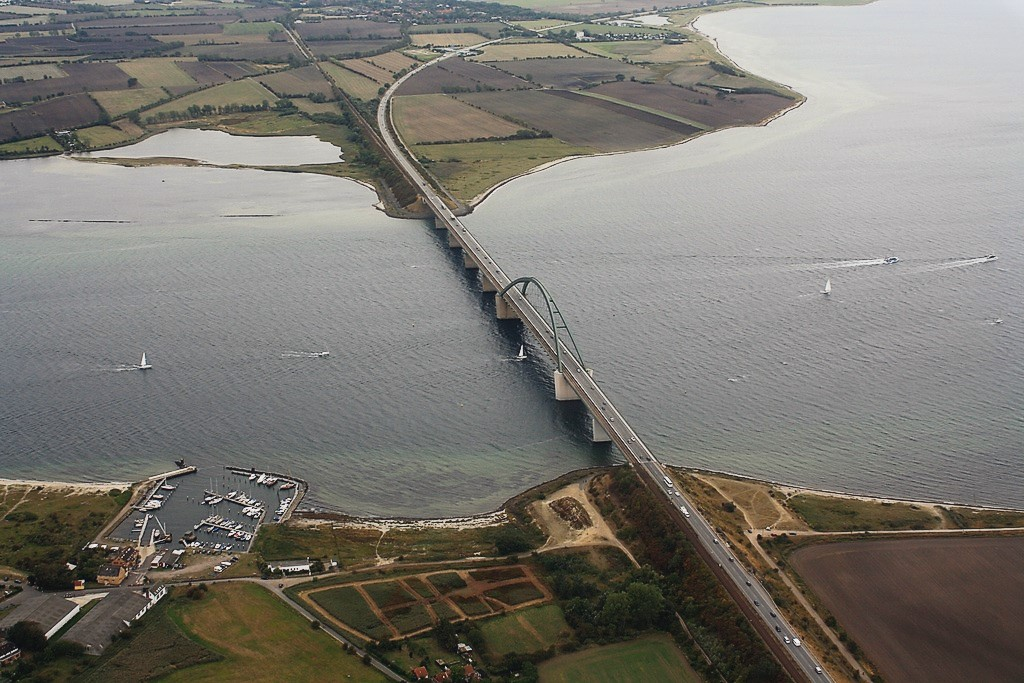
Fehmarnsund-híd, kilátás Fehmarnról a szárazföldre

A Vogelfluglinie (dán nyelven: Fugleflugtslinjen) a Koppenhága és Hamburg közötti közvetlen vasúti és közúti összeköttetés, amely Fehmarn, Lolland, Falster és Zealand szigeteken halad át, és csak a Fehmarnbeltet átszelő 19 km-es kompösszeköttetést foglalja magában Puttgarden és Rødbyhavn között. Száz évvel az első konkrét tervek után a Vogelfluglinie-t 1963-ban IX. Frigyes dán király és Heinrich Lübke német szövetségi elnök nyitotta meg a Fehmarnsund felavatásával. Nevét a darvak és más sarkvidéki vízimadarak Közép-Európa és Skandinávia közötti párhuzamos repülési útvonaláról kapta.
2019. december 14-én a Vogelfluglinie vasúti kompkapcsolata megszűnt a dán oldalon a Fehmarnbelt-alagút építésének részeként végzett pályamunkálatok miatt; helyette a Hamburg és Koppenhága közötti összes távolsági vonat mostantól a Jütlandi vonalon, azaz a Flensburg-Kolding-Odense útvonalon és a Nagy-Bælt hídon keresztül közlekedik.
2022. augusztus 31-től a Lübeck és Puttgarden közötti vonatjáratokat autóbuszok váltották fel.